# REN TV Baltic
REN TV Baltic — британский и балтийский развлекательный телеканал, входивший в состав балтийского медиахолдинга «Baltic Media Alliance».

## История
- 5 сентября 2005 года со спутника «Sirius 4» появилась настроечная таблица с логотипом «REN TV Baltic»[3].
- 12 сентября 2005 года «REN TV Baltic» начал полноценное вещание.
- 30 октября 2007 года со спутника «Sirius 4» начал тестовое вещание телеканал «РЕН ТВ Эстония», который в первые дни вещания ретранслировал «РЕН ТВ Балтия», а 1 ноября того же года начал полноценное вещание под новым названием[4]. В 2008 году «РЕН ТВ Эстония» стал доступен во многих сетях Эстонии.
- В 2008 году «РЕН ТВ Балтия» вместе с «ПБК» транслировал 15 матчей Чемпионата Европы по футболу[5][6].
- 24 ноября 2010 года на «РЕН ТВ» вышло эротическое реалити-шоу известного латвийского фотографа Сергея Кондрашина «Calendar Live»[7].
- 10 апреля 2013 года на «РЕН ТВ Балтия» вышла авторская программа латвийского журналиста Андрея Мамыкина «Без цензуры», которая ранее выходила на латвийском «TV5»[8].
- 1 сентября 2013 года в Литве начал вещание телеканал «REN TV Lietuva». До этого в стране ретранслировался «REN TV Baltic».
- 12 ноября 2019 года «REN TV Baltic» перешёл на широкоэкранный формат (16:9).
- 18 ноября 2019 года «REN TV Baltic» сменил логотип. Теперь он представляет оранжевый прямоугольник с логотипом «РЕН ТВ» белого цвета и надписью «REN TV».
- 1 октября 2020 года телеканал убрал из сетки вещания все программы и телесериалы «РЕН ТВ».
- 1 февраля 2021 года крупнейший оператор Tet прекратил вещание «REN TV Baltic»[9].
- 9 февраля 2021 года Латвийский Национальный совет по электронным СМИ с 10 февраля запретил вещание «REN TV Baltic» на неопределённый срок[10].
- 9 февраля 2021 года в 23:54 кабельные операторы Латвии отключили «REN TV Baltic» по решению NEPLP (Латвийский Национальный совет по электронным СМИ).